# Atletica leggera ai XVII Giochi del Mediterraneo - Mezza maratona femminile
Le gare di atletica leggera nella categoria mezza maratona femminile si sono tenute il 29 giugno 2013 al Nevin Yanıt Atletizm Kompleksi di Mersin.

## Calendario
Fuso orario EET (UTC+3).
| Data      | Ora  | Turno  |
| --------- | ---- | ------ |
| 29 giugno | 8:00 | Finale |

## Risultati

### Finale
| Pos. | Atleta            | Nazionalità | Tempo    | Corsia |
| ---- | ----------------- | ----------- | -------- | ------ |
|      | Valeria Straneo   | Italia      | 1h11'00" |        |
|      | Souad Ait Salem   | Algeria     | 1h13'54" |        |
|      | Ümmü Kiraz        | Turchia     | 1h16'51" |        |
| 4    | Sultan Haydar     | Turchia     | 1h18'01" |        |
| 5    | Magdalini Gazea   | Grecia      | 1h21'24" |        |
| 6    | Fatima Ayachi     | Marocco     | -        | DNF    |
| 7    | Kenza Dahmani     | Algeria     | -        | DNF    |
| 8    | Hanane Janat      | Marocco     | -        | DNF    |
| 9    | Elvan Abeylegesse | Turchia     | -        | DNS    |
| 10   | Slađana Perunović | Montenegro  | -        | DNS    |